# Рю-сюр-Сон
Рю-сюр-Сон (фр. Rupt-sur-Saône) — коммуна во Франции, находится в регионе Франш-Конте. Департамент — Верхняя Сона. Входит в состав кантона Се-сюр-Сон-э-Сент-Альбен. Округ коммуны — Везуль.
Код INSEE коммуны — 70457.

## География
Коммуна расположена приблизительно в 300 км к юго-востоку от Парижа, в 50 км севернее Безансона, в 17 км к западу от Везуля.
Вдоль южной границы коммуны протекает река Сона.

## Население
Население коммуны на 2010 год составляло 119 человек.
| 1962 | 1968 | 1975 | 1982 | 1990 | 1999 | 2010 |
| ---- | ---- | ---- | ---- | ---- | ---- | ---- |
| 161  | 170  | 155  | 156  | 138  | 125  | 119  |

## Администрация
| Период | Период | Фамилия         | Партия | Примечания |
| ------ | ------ | --------------- | ------ | ---------- |
| 2001   | 2008   | Франсуа Арамбур |        |            |
| 2008   | 2014   | Ив Шене         |        |            |

## Экономика
В 2010 году среди 78 человек трудоспособного возраста (15—64 лет) 53 были экономически активными, 25 — неактивными (показатель активности — 67,9 %, в 1999 году было 64,1 %). Из 53 активных жителей работали 50 человек (29 мужчин и 21 женщина), безработных было 3 (1 мужчина и 2 женщины). Среди 25 неактивных 2 человека были учениками или студентами, 15 — пенсионерами, 8 были неактивными по другим причинам.

## Достопримечательности
- Церковь Рождества Пресвятой Богородицы (1751—1753 годы). Исторический памятник с 1987 года[3]
- Замок Рю-сюр-Сон (XIII век). Исторический памятник с 1991 года[4]
- Крест на перекрёстке (1603 год). Исторический памятник с 1986 года[5]
- Монументальный крест (XVII век). Исторический памятник с 1989 года[6]

## Фотогалерея

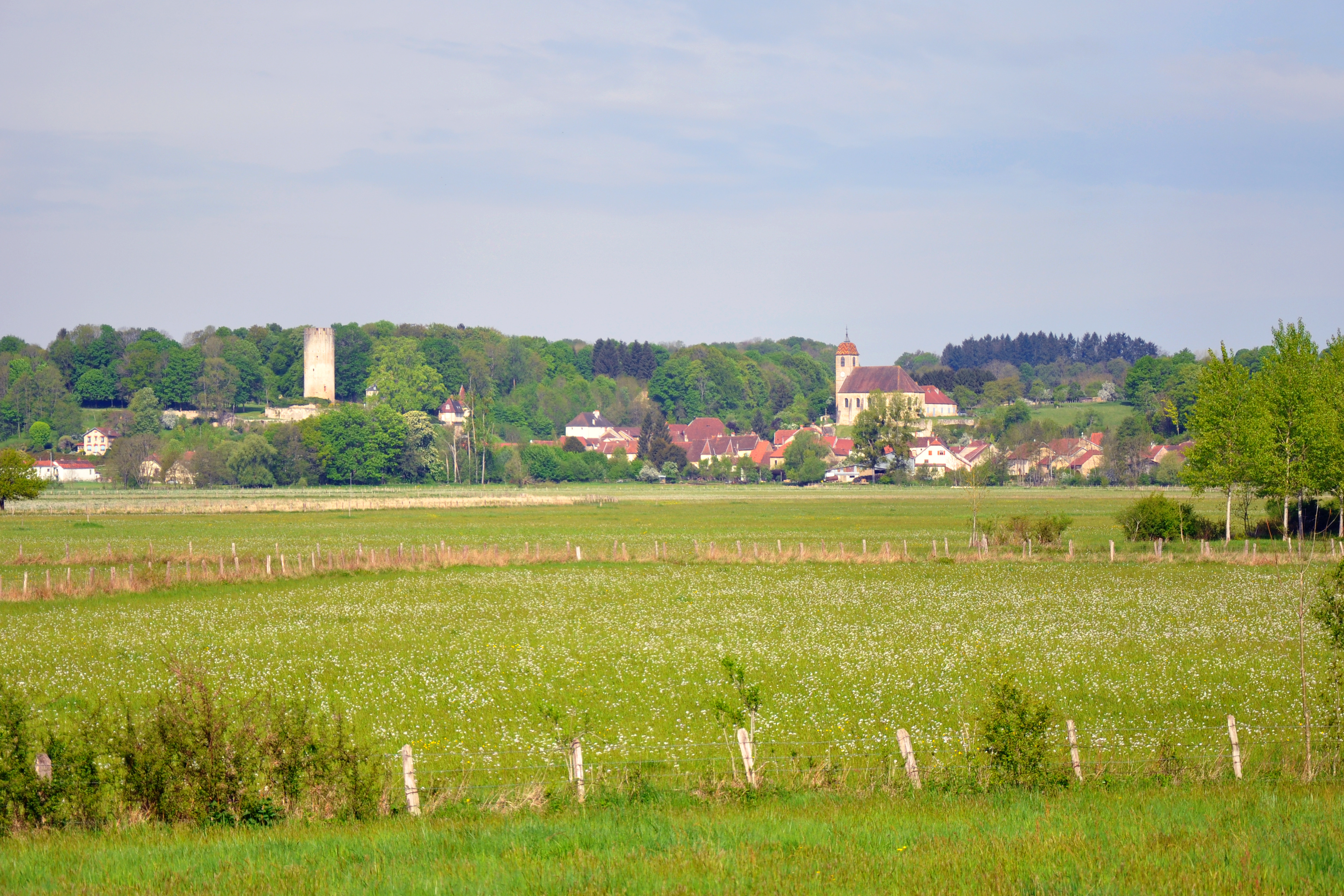
Рю-сюр-Сон
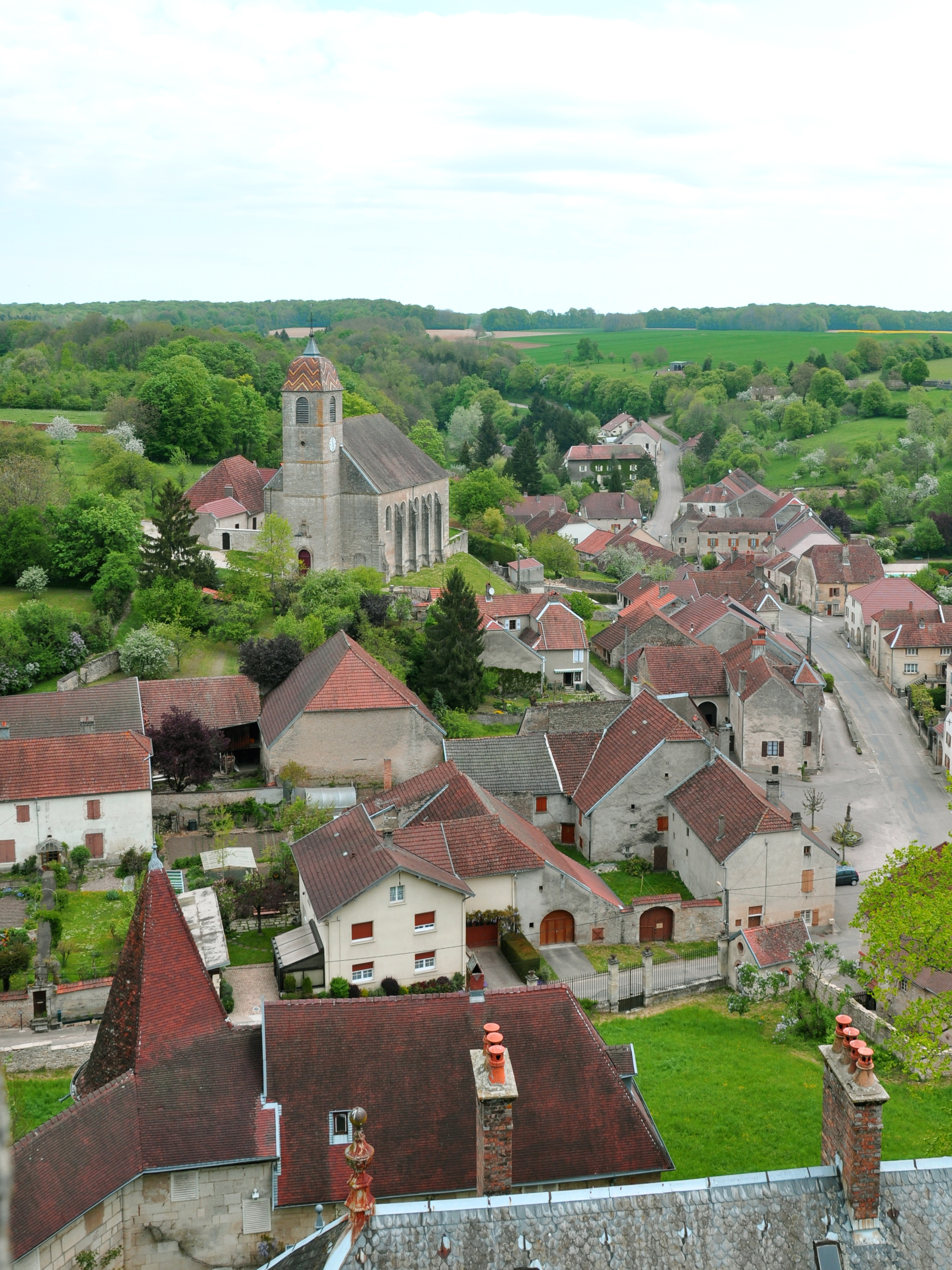
Рю-сюр-Сон
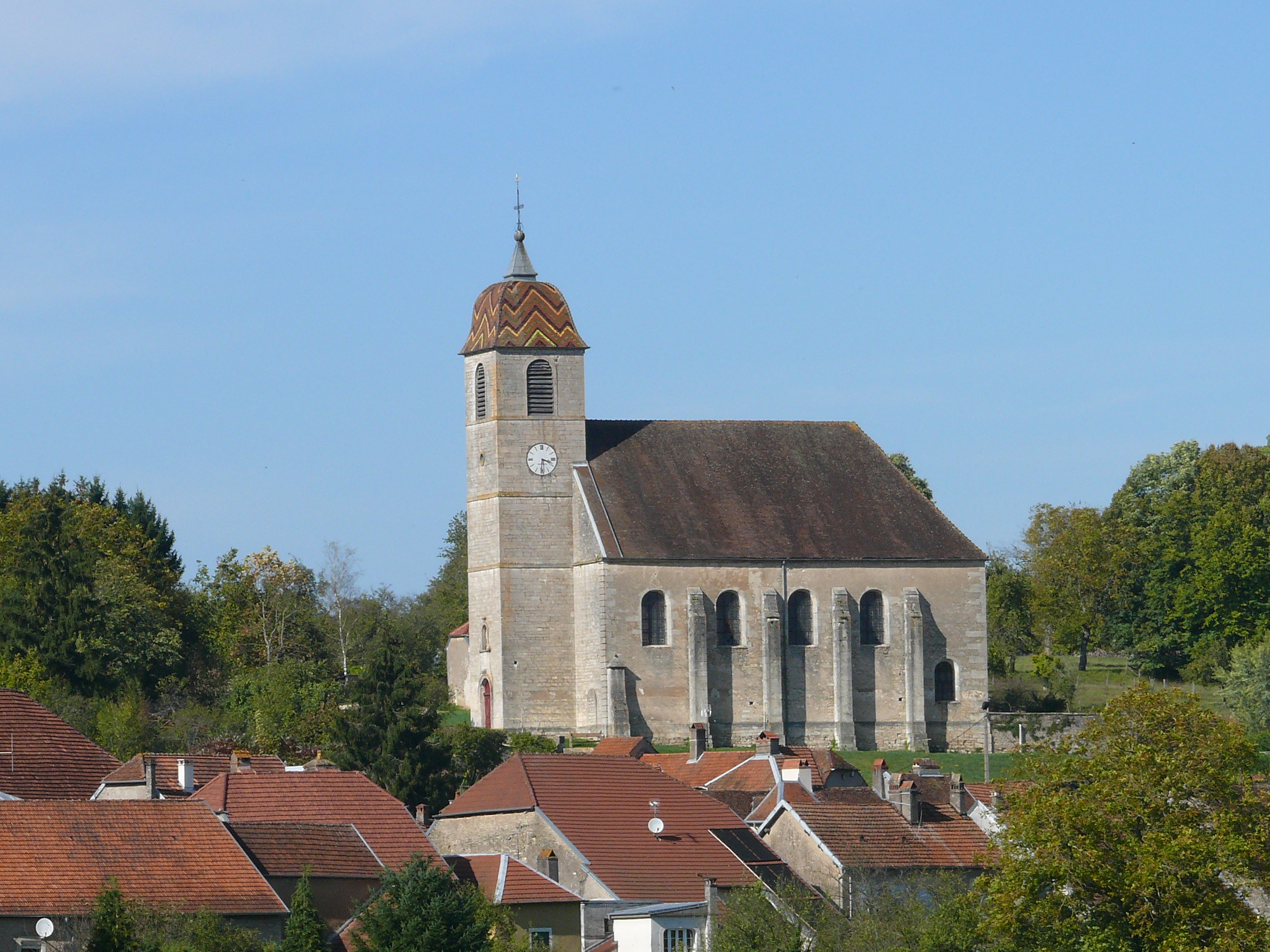
Церковь Рождества Пресвятой Богородицы
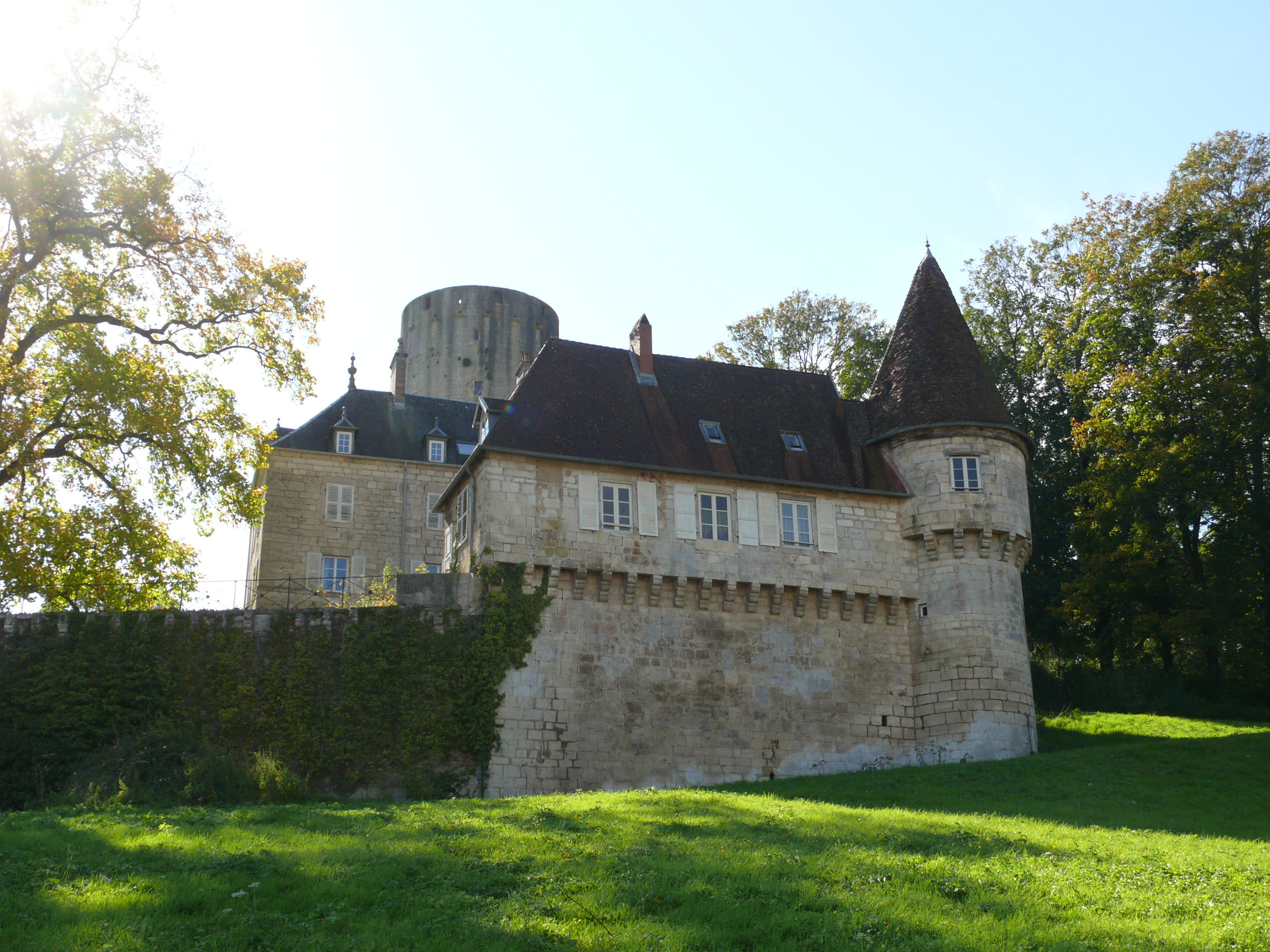
Замок Рю-сюр-Сон